# University of Massachusetts Lowell
Die University of Massachusetts Lowell (kurz UMass Lowell oder UML) ist eine staatliche Universität in Lowell im US-Bundesstaat Massachusetts und einer von fünf Campus des Universitätssystem University of Massachusetts. Sie ist bekannt für ihre Spezialisierung auf Management. Im Herbst 2021 waren 17.597 Studierende eingeschrieben (2020: 18.150).
Das Zentrum für Atmosphärenforschung konstruiert Ionosondenmodelle der verbreiteten „Digisonde“-Reihe und koordiniert ein weltweites Netzwerk von miteinander verbundenen Ionosonden.

## Geschichte
Die Hochschule wurde 1975 nach dem Zusammenschluss des Lowell Technological Institutes und des Lowell State Colleges gegründet. Diese beiden Vorgängerinstitute wurden bereits 1895 als Lowell Textile School, resp. 1894 als Lowell Normal School gegründet. In den Jahren 1975 bis 1991 hieß die Universität noch University of Lowell und nahm erst danach ihren heutigen Namen an.

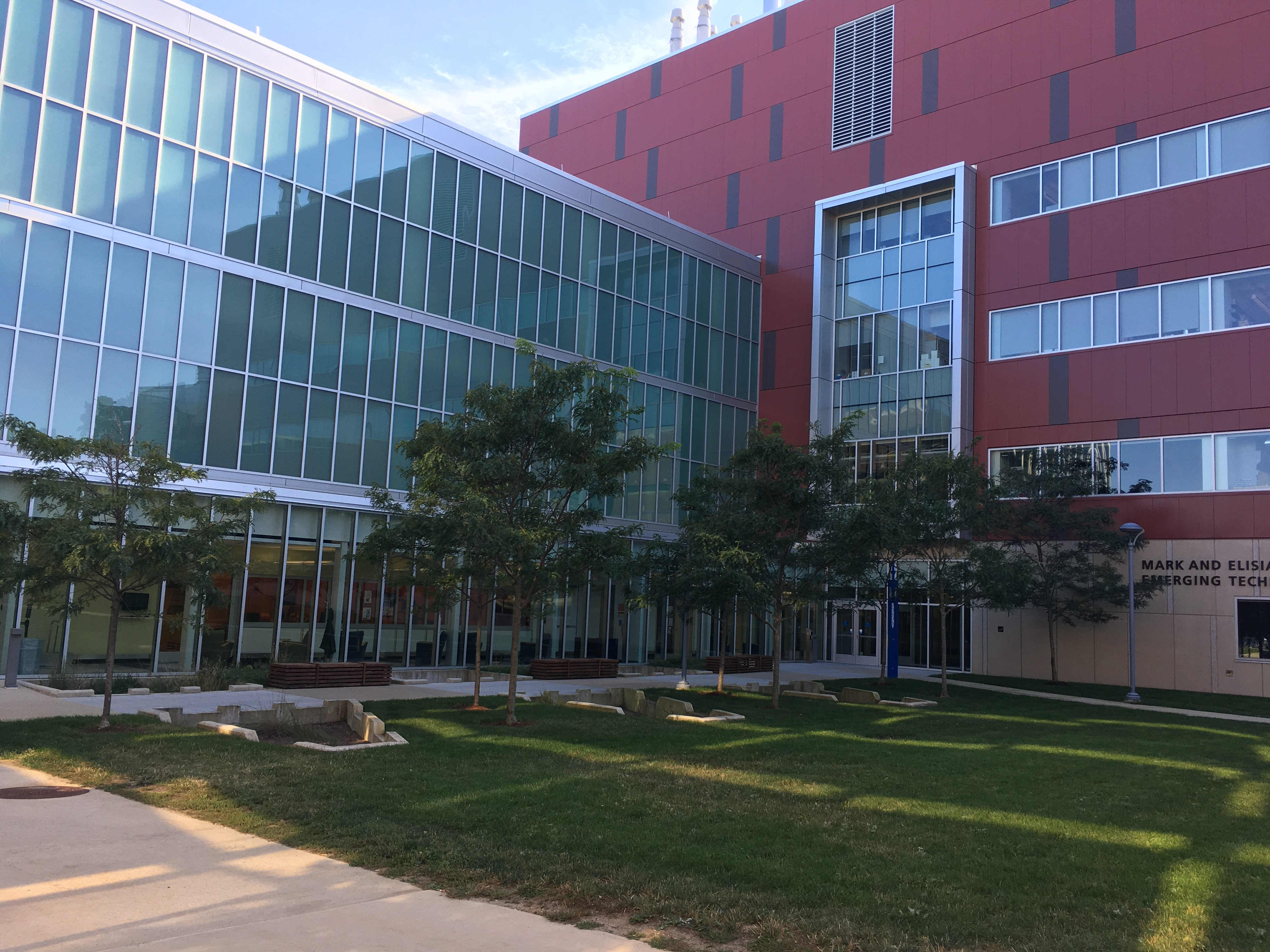
Das 2012 eröffnete Emerging Technologies Innovation Center der Universität

Im Juni 2010 begann der Bau des neuen Emerging Technologies Innovation Center, dem ersten akademischen Gebäude seit 30 Jahren, das auf dem Campus neu gebaut wird. Der Bau, der im Oktober 2012 eröffnet wurde, kostete rund 80 Mio. US-Dollar. Der Bundesstaat übernahm die Hälfte der Kosten.
Am 19. August 2008 wurde der Asteroid (7806) Umasslowell nach ihr benannt

## Zahlen zu den Studierenden
Von den 18.150 Studierenden im Herbst 2020 strebten 13.813 ihren ersten Studienabschluss an, sie waren also undergraduates. 4.337 arbeiteten auf einen weiteren Abschluss hin, sie waren graduates. 2009 waren rund 13.600 Studenten eingeschrieben gewesen. Insgesamt zählt die Universität mehr als 100.000 Ehemalige (Alumni).

## Sport

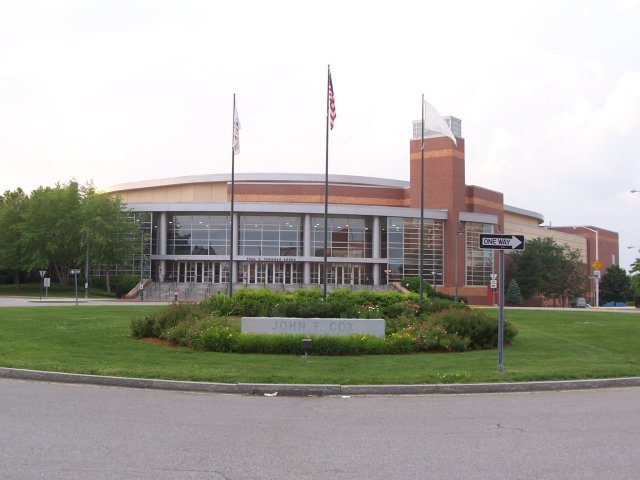
Tsongas Arena

Die Sportteams der University of Massachusetts Lowell sind die River Hawks. Die Hochschule ist Mitglied in der National Collegiate Athletic Association. Das Eishockeyteam der Männer spielt in der Hochschulliga Hockey East in der Division I und trägt ihre Heimspiele im Tsongas Center aus. In den Jahren 1979, 1981 und 1982 konnten sie dreimal die NCAA-Meisterschaft in der Division II gewinnen. In den übrigen Sportarten spielen die Teams der Universität in der Division II. Ebenfalls die nationale Meisterschaft gewinnen konnten das Basketballteam der Männer im Jahr 1988, das Männer-Crosslaufteam 1991 sowie das Feldhockeyteam 2005.

## Bekannte Alumni
- Baptiste Amar – Eishockeyspieler
- Jerry Bergonzi – Jazz-Saxophonist
- Scott Fankhouser – Eishockeytorwart
- Christian Folin – Eishockeyspieler
- Ron Hainsey – Eishockeyspieler
- Connor Hellebuyck – Eishockeytorwart
- Carter Hutton – Eishockeytorwart
- Craig MacTavish – Eishockeyspieler
- Marty Meehan – Kongressabgeordneter, Rechtsanwalt und derzeitiger Kanzler der Universität
- Laurent Meunier – Eishockeyspieler
- Jon Morris – Eishockeyspieler
- Doug Nolan – Eishockeyspieler
- Dwayne Roloson – Eishockeytorwart
- Chad Ruhwedel – Eishockeyspieler
- Thelma Todd – Schauspielerin
- Yorick Treille – Eishockeyspieler
- Ben Walter – Eishockeyspieler